# Paul Imke
Paul Imke (* 8. März 1892; † 3. April 1964), Spitzname Annoncen-Imke, war ein deutscher Fußballspieler. Er ist Ehrenspielführer von Eintracht Frankfurt. 

## Karriere
Imke wechselte 1919 von Hannover 96 zum Frankfurter FV, der sich 1920 mit der Frankfurter Turngemeinde zu Eintracht Frankfurt zusammenschloss. Zuvor hatte Imke für den SC Weißenfels, Weißenfelser FC Preußen 1900, den Leipziger BC 1893 sowie für den FV Hannovera 1898 Hannover, der sich 1913 Hannover 96 anschloss, gespielt. Als Stürmer bestritt er bis 1922 18 Kreismeisterschaftsspiele sowie zehn Spiele in den drei Endrunden um die Süddeutsche Meisterschaft. 1922 beendete er seine aktive Laufbahn, wurde jedoch in der Saison 1924/25, in der die Eintracht in der Bezirksliga Main gegen den Abstieg kämpfte, reaktiviert und trug mit einem Doppeltorerfolg beim 2:1-Sieg über den FC Helvetia 1902 Bockenheim maßgeblich zum Klassenerhalt bei. Ferner kam er in zwei weiteren Punktspielen zum Einsatz und bestritt zudem zwei Spiele im Wettbewerb um den Süddeutschen Pokal.

## Sonstiges
Später wurde Imke sowohl zum Ehrenmitglied als auch zum Ehrenspielführer von Eintracht Frankfurt ernannt. Außerdem war er für lange Zeit der Herausgeber der Vereinszeitung. 